# Omurtag
Omurtag ali Omortag (bolgarsko Омуртаг, latinizirano: Omurtag), poznan tudi kot "Graditelj", bolgarski vladar od leta 814 do 831, * ni znano, † 831.
Na samem začetku svojega vladanja je podpisal tridesetletno mirovno pogodbo s sosednjim Bizantinskim cesarstvom, ki je veljala do njegove smrti. Uspešno se je upiral agresivni politiki Frankovskega cesarstva, ki je želelo osvojiti severozahodne dele cesarstva in uspešno zatrl vstajo med številnimi slovanskimi plemeni. V državi je uvedel upravne raforme, ki so povečale moč države in pooblastila centralne državne uprave. Za njegovo vladavino je značilen velik razvoj bolgarske arhitekture s številnimi pomembnimi novimi zgradbami.

## Vzpon na Prestol
Po smrti kana Kruma je v državi nastalo kratko obdobje politične nestabilnosti. Nekateri viri omenjajo, da so državi vladali trije plemiči: Dukum, Diceng in Cog, ki so v bizantinskih virih opisani kot preganjalci krščanstva. Za potek dogodkov v tem obdobju obstoja več teorij. Po teh teorijah so bili omenjeni vladarji plemiči ali Krumovi generali z glavno vlogo v vladi, vendar brez pravic do prestola, ali pa regenti mladoletnega Omurtaga. Zgodovinarji običajno sprejemajo kompromisne poglede profesorja Vasila Gjuzeleva, da je Omurtag nasledil svojega očeta po kratkem obdobju motenj v vladi.

## Zunanja politika

### Prva leta vladanja
Ob nenadni smrti kana Kruma so bile številne bolgarske vojaške enote v Trakiji, kjer so branile različne strateške točke. Bizantinski cesar Leon V. je izkoristil krizo v Bolgarskem cesarstvu in poleti 814 napadel Bolgare. V bitki pri Burtodizu, sedanji Babaeski, jih je premagal in Omurtag je na konju pobegnil z bojišča. Bitka je imela nekaj učinkov, vendar kljub zmagi ni pomenila odločilnega udarca proti bolgarski državi.
Bizantinci so poleg vojaškega napada proti Bolgarom uporabili tudi diplomatske ukrepe. Na začetku leta 814 so k frankovskemu cesarju Ludviku Pobožnemu poslali emisarje, ki naj bi sklenili zavezništvo proti Bolgarom. Rezultati pogovorov niso poznani, frankovski vladar pa se s ponudbo najverjetneje ni strinjal, ker ni sprejel nobenih otipljivih ukrepov. Ko so novice o sklepanju možnega zavezništva prišle do Pliske, so se Bolgari odločili skleniti mir in Omurtag je leta 815 z Bizantinci podpisal tridesetletno premirje. Mirovna pogodba je delno ohranjena na stebru, ki so ga našli blizu vasi Selci v Šumenski oblasti. Iz napisa je razvidno, da je pogodba določala:
- mejo v Trakiji; meja se je začela pri Debeltu na Črnem morju, sledila zemeljskemu jarku Erkesija in se nadaljevala do Makri Livade v današnji Haskovski oblasti do reke Marice in od tam po Rodopskem gorstvu in Stari planini. Plovdiv ni pripadel bolgarski državi.
- vprašanje Slovanov, ki so ostali v Bizantinskem cesarstvu. Bolgari so predlagali zamenjavo bizantinskih ujetnikov za slovanske prebivalce Trakije.
- izmenjavo drugih vojnih ujetnikov.

Oba vladarja sta prisegla, da bosta spoštovala mirovne pogoje in se odrekla medsebojnim obrekovanjem, ki so pretresala predvsem bizantinski dvor. Pogodba je bila za Bolgare zelo ugodna, ker je bila država potrebna miru. Vojska je bila izčrpana, prestolnica Pliska pa še vedno v ruševinah zaradi napada Nikiforja I. leta 811. Pogodbo sta obe strani spoštovali in jo po ustoličenju cesarja Mihaela II. leta 820 obnovili. Leta 821 se je bizantinski vojaški poveljnik Tomaž Slovan uprl bizantinskemu cesarju in se poskušal dokopati do prestoka. Začel je oblegati Konstantinopel, zato je Omurtag poslal Mihaelu II. na pomoč svojo vojsko, ki je pozimi 822 ali spomladi 823 v bitki pri Keduktosu napadla upornike in zatrla upor. Bizantinski viri trdijo, da je bila Tomaževa vojska v brezglavem begu poražena, sodobni zgodovinarji pa domnevajo, da je Tomaž kljub velikim izgubam zmagal.

### Odnosi s Frankovskim cesarstvom
Leta 818 so se slovanska plemena Timočani, Abodriti in Braničevci, ki so bila naseljena ob srednjem toku Donave na bivših avarskih ozemljih, uprla vedno bolj centralizirani bolgarski oblasti in iskala podporo frankovskega cesarja Ludvika Pobožnega. Omurtag je v letih 824 do 826 poskušal s frankovskim dvorom doseči diplomatsko rešitev nastalega problema. Ker Franki niso hoteli sodelovati, je Omurtag objavil ultimat in po Donavi in Dravi  poslal svoje ladjevje, ki je ponovno vzpostavilo bolgarsko oblast nad delom jugovzhodne Panonije. Franki so bili v več manjših spopadih poraženi. Po kratkotrajni krizi so se odnosi med cesarstvoma izboljšali in Omurtag je lokalne slovanske poglavarje zamenjal s svojimi zastopniki. Podobni dogodki z enakimi posledicam so se zgodili leta 829 in so opisani na nagrobniku bolgarskega bojarja zera-tarkana Negavona, ki je utonil v reki Tisi. Bolgarska zmaga je bila obsežna, ker Franki niso imeli zahtev po bolgarskem ozemlju. Razen tega je bilo med Tiso in Donavo obsežno nevtralno ozemlje, ki je ločevalo obe državi. Probleme na tem ozemlju so povzročali Slovani, ki so zahtevali več avtonomije, kar je bilo v nasprotju z bolgarsko politiko centralizacije države in inkorporacije Slovanov.
O vojaških dejavnostih Bolgarov na severovzhodni meji cesarstvo na začetku leta 824 priča napis na nagrobniku kopana Okorsisa, ki je utonil v Dnepru. Še vedno ni povsem jasno, s kom so se Bolgari spopadali, prevladuje pa mnenje, da so to bili Madžari. Vse bolj sprejemljiva postaja nedavna trditev profesorja Ivana Božilova, ki pravi, da so to bili Hazari. Čeprav ni nobenega neposrednega dokaza o izidu vojne, so zaradi hitrih in energičnih Omurtagovih ukrepov verjetno zmagali Bolgari.

## Notranja politika
Dolgo obdobje miru je bilo ugodno za aktivno notranjo politiko, utrjevanje države in nastajanje bolgarskega naroda.

### Državna uprava
Po neuspešnih poskusih več slovanskih plemenskih poglavarjev, da bi se odcepili od Bolgarije, je Omurtag dokončno ukinil avtonomijo slovanskih plemen. Uvedel je upravne reforme in državo razdelil na velike province, imenovane komitati. Upravljali so jih komiti, ki jih je imenoval kanasubigi (kan) in so imeli tako civilno kot vojaško oblast. Komitati so bili še naprej razdeljeni na manjše enote – župe. Ozemlje okoli prestolnice je imelo poseben status. Vojska je bila združena in poenotena in ne več razdeljena na ločene slovanske pehotne in bolgarske konjeniške enote.

### Gradbeništvo
Omurtag je sklenil obnoviti porušeno prestolnico Plisko, ki je bila porušena med napadom Bizantincev leta 811, pospešiti razvoj številnih drugih regionalnih središč in zgraditi več palač in utrdb. Gradbeništvo je zato doživelo velik razcvet in veliko prispevalo tudi k razvoju pliskovsko-preslavske kulture. Mnogi viri, na primer Hatalski in Tarnovski napis in razni nagrobni napisi so se ohranili in pričajo o obnovi Pliske, graditvi nove palače z veliko prestolno dvorano in Tengrijevega templja. V mestu je bila tudi aleja s kamnitimi stebri, na katerih so bila imena pokorjenih mest v Trakiji. Ob Donavi so bile zgrajene številne palače in utrdbe in kanove rezidence v Tarnovu in Čepelarah. Za takšne gradbene podvige je bilo potrebno močno gospodarstvo, katerega je Bolgarija očitno imela.

### Preganjanje kristjanov
Omurtag je nadaljeval očetovo politiko preganjanja kristjanov, predvsem bizantinskih ujetnikov, ki jih je njegov oče Krum naselil v Bolgariji, večinoma severno od Donave. Takšno politiko je morda delno vzpodbudil bizantinski vojni pohod leta 811 ali začetek obsežnega spreobračanja domačega prebivalstva v krščanstvo. Zaradi takšne politike je bil razdedinjen Omurtagov najstarejši sin Enravota (tudi Vojin ali Bojan), ki je bil naklonjen krščanstvu. Sklepanje o Omurtagovi politiki do slovanskih plemen, ki temelji na enem od napisov, na katerem so imena slovanskih plemen napisana med njegovimi nasprotniki ali domnevno slovanskih imenih njegovih treh sinov, je skrajno špekulativno.
Džagfar tarihi, zbirka zgodovinskih dokumentov Volških Bolgarov iz 17. stoletja, katere verodostojnost je sporna, omenja Amurtaga ali Jomirčaka (se pravi Omurtaga) kot Korimovega (se pravi Krumovega) sina.

## Zanimivost
Po Omurtagu se imenuje prelaz Omurtag Pass na Livingstonovem otoku v Južnih Šetlandskih otokih na Antarktiki.